# イワナンテン
イワナンテン （岩南天、Leucothoe keiskei） は、ツツジ科の植物。岩から垂れ下がるように育ち、白い壺状の花をつける。

## 特徴
常緑性の低木。枝は長さ30-150cmに達し、時折枝分かれしており、無毛、垂れ下がるように伸びる。葉は互生し、葉身は厚手で光沢があり、卵状披針形で先端は尾状に伸びて尖り、縁は荒い鋸歯がある。葉柄は長さ8-12mm。
花期は7-8月。花柄は前年の枝の葉腋から出て、長さは1-9cmで総状に1-7個の花をつける。個々の花は垂れ下がって咲く。苞は広卵形で長さ1mm、小苞はやはり広卵形で長さ1mm、2枚が花柄の基部にある。花柄は長さ7-12mm。萼は長さ3mmで、五裂してそれぞれの裂片は先端が尖らず、縁には微毛がある。花冠は白くて円筒状になり、長さ17-23mm、先端は五つに裂け、それぞれの裂片は反る。花柱は13-18mm。雄蘂は10本あり、花糸には毛が密生する。葯は二つに分かれ、それぞれの先端に開口があって、そこに芒状の突出部がそれぞれ二本ずつある。果実になると、花柄は先端が太くなり、曲がって上を向く。朔果は扁平な球形をなし、径7mm。
和名は岩南天で、岩の上に生え、葉がナンテンに似ることによる。別名にイワツバキがある。

## 分布と生育環境
日本の、それも本州の固有種であり、関東南部、中部地方南部と紀伊半島に見られる。
深山の崖に生え、垂れ下がって生育する。

## 分類
同属の日本産の種としてはハナヒリノキ L. grayana があるが、直立する低木であり、花は壺形で外見上では似た点は多くない。分類体系としては本属の中で本種はイワナンテン亜属 Subgen. Eubotrys にし、同亜属のものとしてはアメリカに複数種ある。

## 保護の状況
各地で絶滅危惧種に指定されているが、レベルは高くない。環境庁としては特に指定をしていない。